# Frederik Sehested
Niels Frederik Bernhard Sehested, född den 20 februari 1813, död den 15 januari 1882, var en dansk godsägare, tillhörande den danska ätten Sehested. Han var far till  Hannibal, Knud, Hilda och Thyra Sehested.

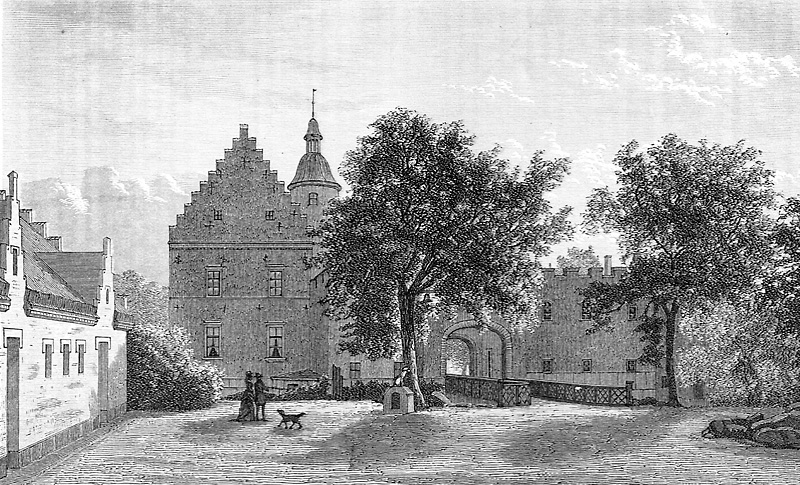
Broholm på 1870-talet.

Sehested, som sedan 1839 var innehavare av stamgodset Broholm på Fyn, var en utmärkt lantbrukare och deltog också på andra sätt i samhällets utveckling. Medan han själv villigt sålde bort 2/3 av sina fästegods till självägare, bekämpade han 1849–1852 i landstinget kraftfullt en obligatorisk fästeavlösning. Likaledes varnade han 1867 eftertryckligt för skogstvångets upphävande, då han däri såg en fara för skogens bevarande. Sina sista år var han ivrig fornforskare, företog omfattande utgrävningar på sitt gods och samlade en stor mängd (omkring 60 000) fornsaker till ett eget museum, vartill byggts ett av timmerstockar uppfört hus i Broholms trädgård. Allt detta skedde i samarbete med Henry Petersen.